# Ligota Książęca (Silésie)
Pour les articles homonymes, voir Ligota Książęca.
Ligota Książęca est une localité polonaise de la gmina de Rudnik, située dans le powiat de Racibórz en voïvodie de Silésie.